# Acolnahuácatl
Acolnahuacatl o Acolmiztli es en la mitología azteca una monstruosa criatura menor del inframundo o Mictlán. Acolmiztli, que significa en náhuatl felino fuerte o brazo de puma, era representado como un hórrido y gigantesco puma de color negro de aspecto cadavérico, con un rugido sobrenatural, que custodiaban que los vivos no entraran al reino de los muertos.
El llamado rey poeta de Texcoco, Nezahualcóyotl (1402 – 1472), llevó su nombre en su honor.
- Datos: Q2626652